# Djuanda Kartawidjaja
Djuanda Kartawidjaja (né le 14 janvier 1911 à Tasikmalaya au Java occidental et mort le 7 novembre 1963 à Jakarta) est un homme d'État, 11e et dernier Premier ministre d'Indonésie, du 9 avril 1957 au 9 juillet 1959, sous la présidence de Soekarno. Il a également été ministre des transports et des communications de 1946 à 1949 et de 1950 à 1953, ministre des travaux publics en 1948, ministre d'État en 1949, ministre des Affaires sociales de 1949 à 1950, ministre de la défense de 1957 à 1959, ministre des finances de 1959 à 1962.
L'aéroport international Juanda de Surabaya a été nommé d'après lui.